# Duncan Haldane
Duncan Haldane ili Frederick Duncan Michael Haldane (London, 14. rujna 1951.), britanski fizičar. Diplomirao (1973.) i doktorirao (1978.) na Sveučilištu u Cambridgeu. Radio u Institutu Laue-Langevin u Grenobleu (Francuska) (od 1977. do 1981.), na Sveučilištu Južne Kalifornije u Los Angelesu (od 1981. do 1985.), u Bellovim laboratorijima u Murray Hillu (od 1985. do 1997.) i na Sveučilištu Princeton (od 1990.). Teorijski se bavi topološkim analizama lanaca atomskih magneta, topološkim objašnjenjem kvantnoga Hallova učinka i električnom provodnošću na temperaturi bliskoj apsolutnoj nuli, kondenziranom tvari, elektronskim fluidom. Za teorijsko otkriće topoloških faznih prijelaza i topoloških faza tvari s D. J. Thoulesseom i J. M. Kosterlitzom dobio Nobelovu nagradu za fiziku (2016.). Član Kraljevskog društva (eng. Royal Society) od 1996.

## Fazni prijelazi
Fazni prijelazi su promjene stanja pojedine faze (elementarne, spoja, eutektičke smjese, peritektičkog spoja i slično) pri promjeni temperature. Razlikuju se fazni prijelazi I. vrste, kod kojih su u stanju ravnoteže slobodne entalpije u obje faze jednake po vrijednosti, ali se pritom entropija i volumen skokovito mijenjaju, i fazni prijelazi II. vrste, kod kojih se u stanju ravnoteže ne mijenjaju ni entalpija, ni entropija, ni volumen. U fazne prijelaze I. vrste spadaju na primjer taljenje, isparavanje i sublimacija, a u fazne prijelaze II. vrste prijelazi kod kojih na primjer tvari gube feromagnetička svojstva (Curiejeva temperatura), pojava supravodljivosti, procesi razlaganja i stvaranja međumetalnih spojeva u čvrstoj fazi i tako dalje.

## Hallov učinak
Hallov učinak ili Hallov efekt (po E. H. Hallu koji ga je uočio 1879.) je pojava u tankoj metalnoj ili poluvodičkoj pločici kojom teče električna struja gustoće Jx, pod djelovanjem okomitoga magnetskoga polja indukcije Bz, stvaranja transverzalnoga električnoga polja jakosti: 
{\displaystyle \mathbf {E_{y}} =R_{H}\cdot \mathbf {J_{x}} \cdot \mathbf {B_{z}} }
(RH je Hallova konstanta ili Hallov otpor) i poprečnoga električnoga napona. Električna struja, magnetsko polje i električno polje međusobno su okomiti i, ako tvore desni koordinatni sustav, Hallov učinak je normalan (konstanta RH je negativna). U obratnom slučaju (konstanta RH je pozitivna) učinak je anomalan. Hallov je učinak jači za poluvodiče, a slabiji za električne vodiče. Objašnjenje anomalnoga Hallova učinka bila je jedna od najvećih teškoća klasične elektromagnetske teorije. Protumačila ga je tek kvantna teorija čvrstih tijela. 